# GISHWHES
 The Greatest International Scavenger Hunt the World Has Ever Seen (GISHWHES, pronounced gish-wes)  (最近では "GISH "（ギッシュ）と短縮されている)は、毎年10月か11月に開催される1週間のインターネットメディアで行うスカベンジャーハント。最近では毎年8月に開催されている。「課題に沿って表現した自分の写真や動画をインターネット上で提出する」ことで、ポイントを獲得・蓄積して他チームと総合ポイントを競っていく大会である。15人のチームに分かれて、週の初めにGISH運営から送られてくる150以上の「課題リスト」の中から自分・チームが表現できるものを選んでいく。俳優のミーシャ・コリンズは、彼が出演するテレビシリーズ「スーパーナチュラル」のピープルズ・チョイス・アワードの受賞をきっかけに、2011年に正式にGISHWHESを設立した。ミーシャ・コリンズは大規模な慈善活動でも知られており、GISHを楽しむことで様々な支援に参加できることも特徴のひとつ。この大会は、これまでに行われた中でメディアを巻き込んだ最大のスカベンジャーハントとしての世界記録を樹立し、さらにいくつかの世界記録を保持・更新している。 

## 歴史

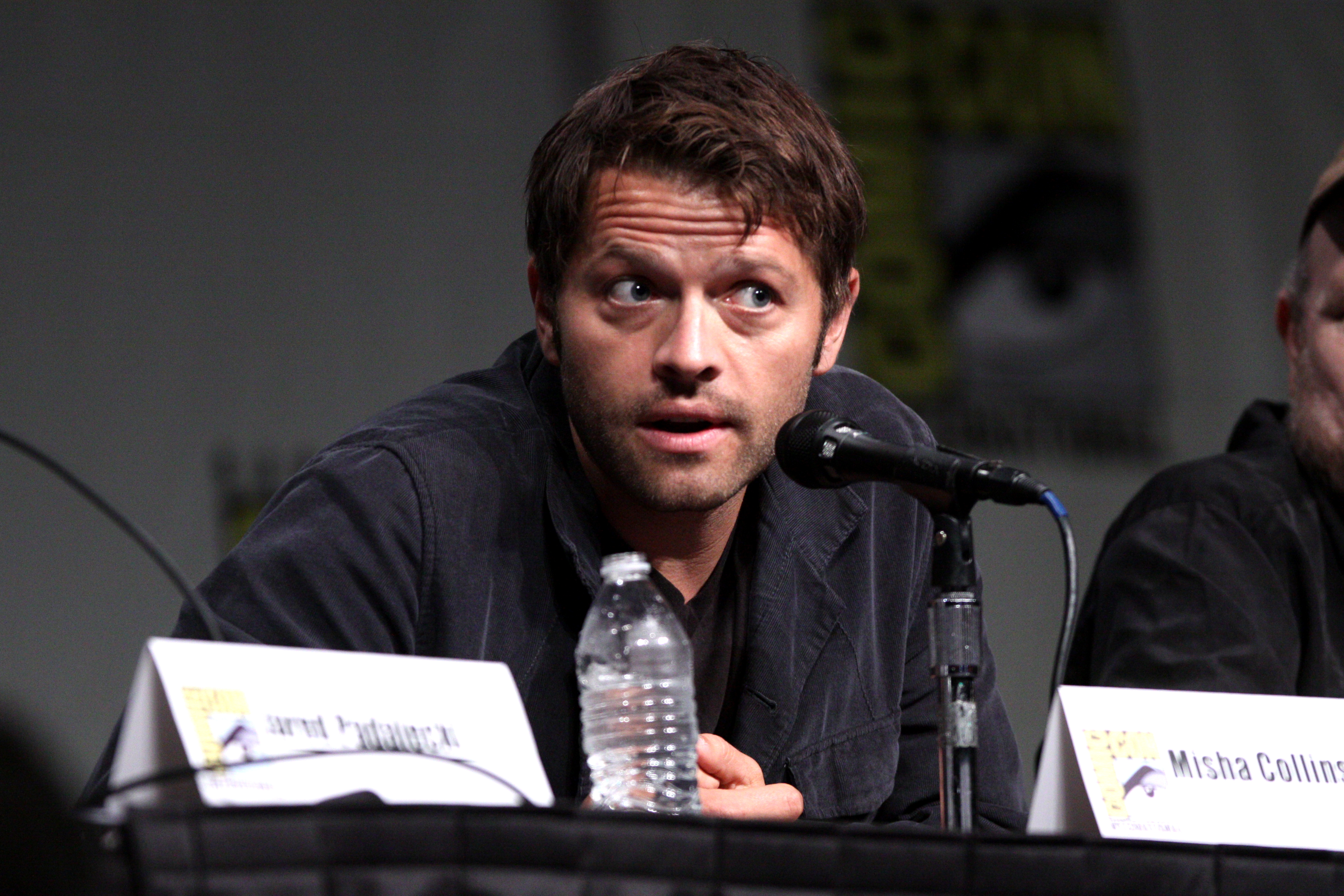
ミーシャ・コリンズ（2012年）

GISHWHESの創設者は俳優のミーシャ・コリンズ。 アメリカのテレビシリーズ「 スーパーナチュラル」で天使カスティエル（Castiel)を演じたことで知られる 。きっかけとしては、2010年にワーナー・ブラザースの広報担当者であるホリー・オーリスがピープルズ・チョイス・アワードの投票で4時間を切るなか、「スーパーナチュラル」が2位から1位になるようにコリンズに後押しを依頼したことだった。  コリンズは快諾し、ツイッターにメッセージを投稿した。「もしこの投票でスーパーナチュラルが勝利したら、オーリスは生きたサイを1頭プレゼントすると約束してくれた。投票に協力してくれた全員で共有しよう」と。「スーパーナチュラル」が優勝したとき、コリンズは約束を守らないといけないと思い、シカゴ大学時代に毎年スカベンジャーハントに参加していたことにヒントを得て行動を起こした。 フォロワーに自分の住所を書いて切手を貼った封筒をコリンズへ送るよう求めて、コリンズはその封筒にサイが描かれたパズルピース（裏にスカベンジャーハントの課題が書いてあるもの）を入れ、フォロワーへ送り返した。  封筒を受け取ったフォロワー達は間もなく、コリンズの「不合理な」スカベンジャーハントの課題に応え始めた。 例えば、ある課題では「消防士がケール（葉野菜の一種）だけの服を着ている」というような無茶苦茶なことが書かれていたが、参加者達はいろいろな方法で撮影を挑戦し楽しんだ。  
コリンズはこの遊びをとても楽しんだので、2011年に公式のスカベンジャーハントを作成することに決めた。 彼はイベントのウェブサイトを設立し、その名前を「世界が今まで見た中で最大の国際スカベンジャーハント（The Greatest International Scavenger Hunt the World Has Ever Seen）」と名付け、その頭字語をGISHWHESと呼び、「世界が今まで見た中で最も酷い頭字語だね」と言った。  コリンズによると、この大会を発展させた主な理由は、彼が「世界中の何千人もの人たちがつながって、信じられないようなものを作るというアイデアが大好きだったから」だという。 彼はGISHWHESを利用して、参加者に「世界で良いことをしよう」という気持ちを持ってもらいたいと考えている。ギネスブックでは「メディア・スカベンジャー・ハント」に分類されている初開催のイベントは、この種のスカベンジャー・ハントとしては最大の記録を更新した。  2012年には、69か国を代表する14,580人の参加者記録し、独自の記録を打ち破った。  コンテストは2013年に2つの追加の世界記録を更新した：安全ピンで作られた1,901.8メートル (6,239.5 ft)   のチェーン、そして108,121枚の画像が掲載されている最大のオンライン写真アルバム。 

## コンテスト
| 年     | コンテストの日付  | 参加者   |
| ------ | ----------------- | -------- |
| 2011年 | 11月19日-26日     | > 6,000  |
| 2012年 | 10月30日– 11月4日 | 14,580   |
| 2013年 | 8月11日–18日      | —        |
| 2014年 | 8月2日–9日        | 〜14,000 |
| 2015年 | 8月1日– 8日       | —        |
| 2016年 | 7月30日– 8月6日   | 55,000   |
| 2017年 | 8月5日－12日      | -        |
| 2018年 | 7月28日-8月4日    | -        |
| 2019年 | 7月27日-8月3日    |          |
| 2020年 | 8月1日-8日        |          |

1週間にわたるコンテストの最初の日には、  GISHWHESのウェブサイトに競技者がハント中にクリアすべき課題がリストアップされ150種類以上掲載される。  。コリンズと共同コーディネーターのジャン・ルイ・アレクサンダーをはじめとする仲間たちが、大会開始前に考案したものだ。  各チームは、コンテストのウェブサイト上で課題をクリアした写真や動画を提出し、各項目をクリアするごとにポイントを獲得していく。  課題の文字通りの解釈が好まれるが、審査員は特に独創的な回答にポイントを授与することもある。  GISHWHESの最後に最も多くのポイントを獲得したチームには、コリンズとのパジャマパーティーのためのスコットランドへの旅行や、"バイキングサプライズ "のためのバンクーバーへの旅行などの賞品が用意されている。 
チームは15人のメンバーで構成され、異なる国で構成されている可能性がある。 複数人のチームを事前に集めて登録したり、一人で申し込んだりすることもできる（その場合は、適切なサイズのチームにランダムにグループ分けされる。）  2019年のコンテストの時点で、登録費は1人あたり25米ドルで、参加費の一部はランダムアクツ（Random acts）※慈善団体法人　に寄付されている。  
2018年、コンテストはGreatest International Scavenger Hunt（GISH）という名前でブランド変更され、無料のアプリを追加して、より簡単で直接的な方法で情報を得たり、チームの他のメンバーや場所の近くで直接チャットしたりできるようになった 。 
ミーシャ・コリンズは、2020年4月に、GISHが4月25日から、初めての24時間のミニハントを開始することを発表した。 この大会から調達された資金で、Covid関連の学校閉鎖の影響を受けた子供たちに食事を提供した。 これは、ミーシャ・コリンズが妻のヴィッキーそして子供たち（ウェストとメゾン）と一緒に個人的に参加した最初のGISHハントでもあった。 さらに24時間のミニハントが5月30日に予定されている。 

### 挑戦
GISHWHESのチャレンジは、その焦点が多岐にわたり、時にはメディアの注目を集めることもある。ロサンゼルスを中心としたOCウィークリーは、2013年の課題「アイスクリームパーラーであなたのチームの新しいアイスクリームのフレーバーを販売してください」のカスタムアイスクリームの作成を依頼したGISHWHESチームに対する地元のアイスクリームショップの反応を報じている。  もう一つの課題は、参加者がabnosome（アブノサム）という言葉を使って、コリンズの「アブノーマル」と「アメージング」を組み合わせて広めることだった。  2013年のハントでは、DCコミックスのキャラクター「フラッシュ」のコスプレをして、機能する粒子加速器の横で写真を撮ってもらうことが求められた。その結果、トーマス・ジェファーソン国立加速器施設とフェルミラボには、GISHWHESの参加者から多数のメールが届き、来場者向けの特別ツアーが設定された。 ディーン・ゴレンベスキは、フェルミラボとSLAC国立加速器研究所の機関誌『Symmetry』に、今回の訪問は歓迎され、国立研究所の目標や研究内容をより多くの人に知ってもらう機会として捉えられていると報告している。 
コリンズによると、GISHWHESの数多くある課題は、ほとんどが少なくとも1つのチームによって正常に完了しているそうだ。 例えば2012年のコンテスト中、成功しなかったのは1つで、お題は「市販の飛行船に秋の葉をコーティングしたもの」だった。 コリンズは物理的な限界があったために失敗したのではないかと推測している。 リベラシオンが運営するフランスのウェブサイト「Écrans」が指摘した2013年の課題は、国際宇宙ステーションにいる宇宙飛行士にチーム名の入った看板を持って写真を撮るように説得することを競うものだった。 宇宙飛行士はその公式Twitterアカウントに参加できなかったため、参加者の取り組みはNASAが中心となって行った。 

#### ギャラリー

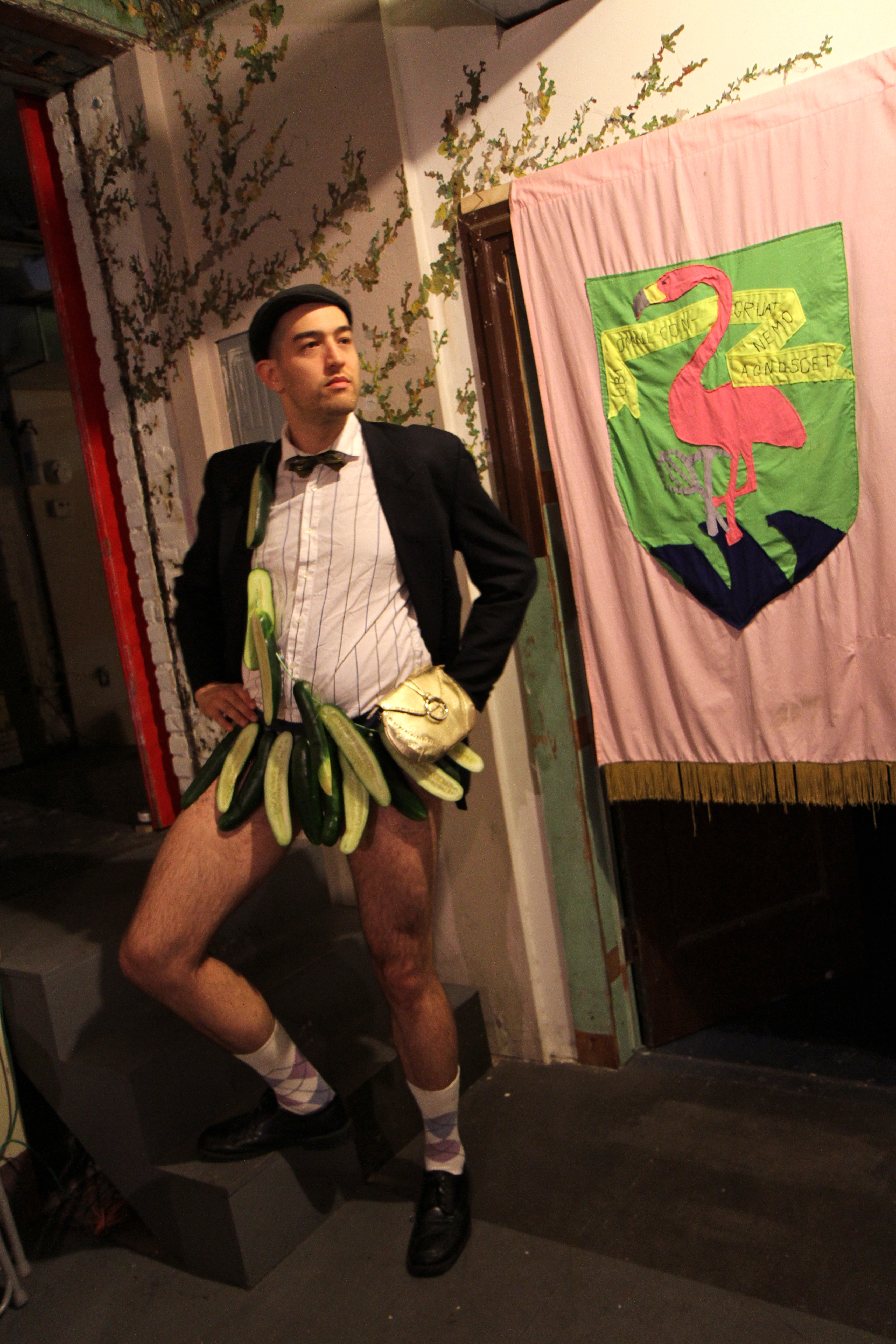
2012、No。95：「スライスしたキュウリだけで作られたキルト。男性が着用しなければならない。」
- 2012年、第117号："本物のアヒルやガチョウと一緒に『ダックダックグース』を遊ぼう" [27]
- 2012年、第124号：「エロティックなシーンを撮ろう。[....] 映画にはピザ屋さんが関わっていなければならず、俳優は文法とフォントについてのみ話すことができます。次の用語のうち少なくとも3つを使ってください。'kerning'、'serif'、'gerund'、'participiple'、'imperfective'。
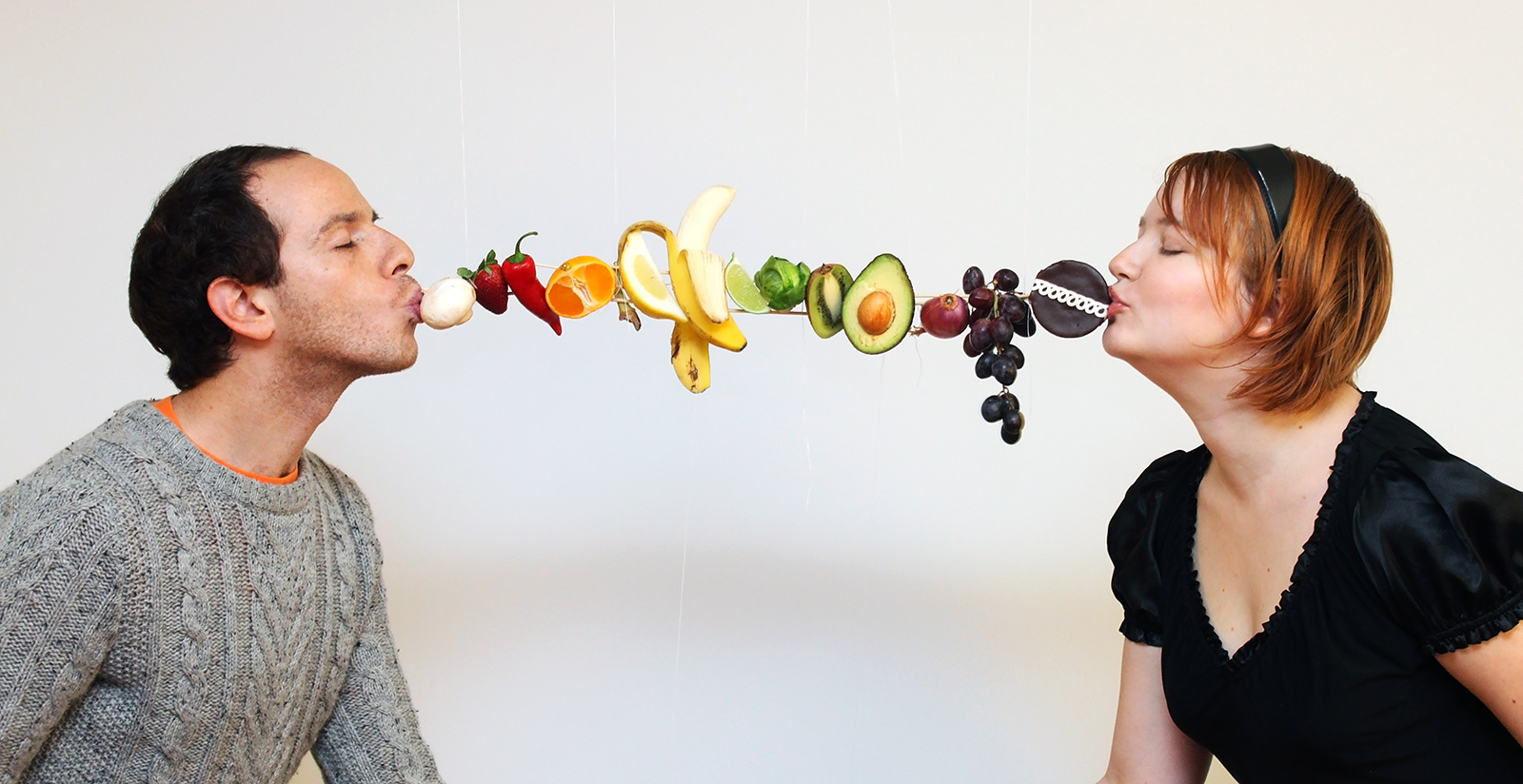
2012年148号："あなたと愛する人がキスしている写真。"ただし 唇と愛する人の唇の間に 11個以上の食べ物を挟む必要があります"
- 2013年25号："フロントガラスに花を置いたり、机の上に「優しさのメモ」を置いたりと、公共の場や職場で誰かのためにこっそり親切な行為をしてみましょう。そういった行為を発見した現場を撮影。 [28]
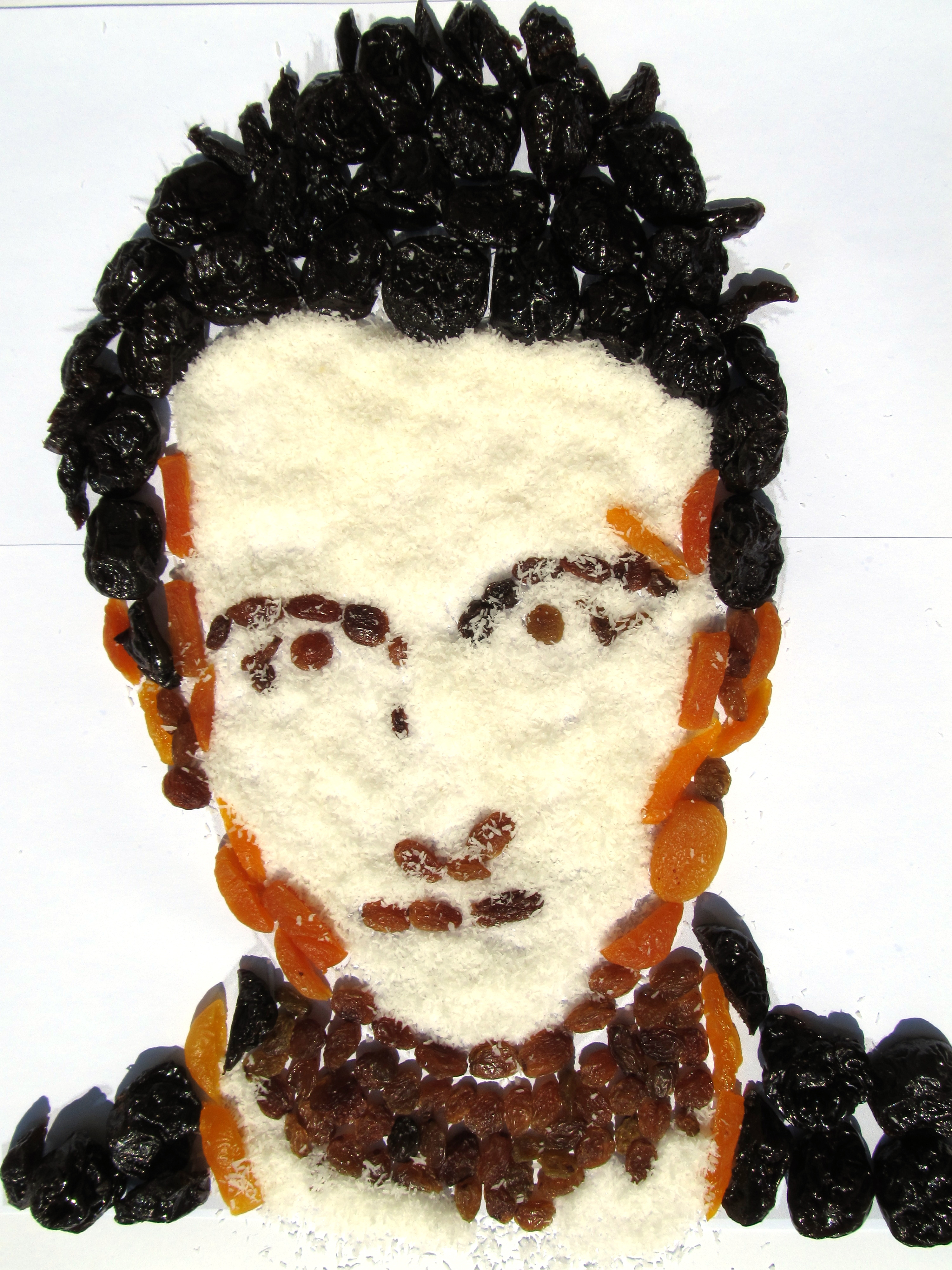
2013年第114号："ドライフルーツで作ったNerdist.comのクリス・ハードウィックの肖像画を見てみよう"

## 各界の評価
コンテストは、いくつかのメディアによってよく受け取られている。Nerdist.comのライターは、このコンテストを「雪崩のように素晴らしい」と呼び、このコンテストの頭文字を「GWARのアルバムや、H.P.ラヴクラフトの子音に満ちたパンテオンの中の劣等神」に例えている。  デトロイトのWKBD-TVのライターは、GISHWHESに参加した経験を振り返り、コンテストを「とても楽しかった」と評し、他の人にも将来参加するよう勧めている。  上海日報は、GISHWHESの課題のいくつかを「とんでもない」「視覚的に素晴らしい」と評価している。  ハフィントン・ポストのローラ・プラドム氏は、コリンズ氏のイベント開催に向けた "非常に困難な "努力を称賛した。 またアメリカを中心とした俳優など著名人も個人で参加しており、コリンズへアドバイスを求めるツイッターのやり取りが大きくリツイートされていることもある。 
しかしすべてが好意的であったわけではない。 Emily VanDerWerffはVoxに次のように書いている。「かなりの数の課題によって、参加者はTwitter、Tumblr、Facebookで有名で半有名な人に（結果的に）嫌がらせをしたりすることができてしまう。」  2014年の課題では、出版されたSF作家を説得して140文字の物語を書いてもらうようにハンターに依頼し、ジョン・スキャルジやローレン・デステファノのような一部の人は、課題が参加者にソーシャルネットワーク上での嫌がらせを奨励していることに不満を持った。 
ミドルベリー大学助教授のLouisa Ellen Stein氏は、コリンズと彼のファンベースとの関係を分析した論文の中で、GISHWHESは「コリンズのファンダムに存在するパワー、エロティック、感情的な過剰感と戯れる」「共著によるトランスメディア体験」であると論じている。 スタインは、参加者が様々なオンライン・プラットフォームを使ってチームをコーディネートするための独立した努力をしたことを紹介しながら、「GISHWHESには、『Divine Kickstarter Project』（コリンズがファンに資金援助を依頼したウェブシリーズ）に見られるような、産業の再構成というあからさまな言語が欠けているかもしれない」と指摘している。しかし、「その風刺とダディズム的な遊びを通して、それはより完全に、公式と非公式の両方を問わず、ファン的で創造的な投資をデジタル参加に向けるための作家の集まりの可能性をモデル化している。」とも述べている。 スタインはさらに、"Gishwhesのような分散型プロジェクトは、周囲のデジタル文化に完全に没頭するクリエイターを擁し、ミレニアル文化における将来のトランスメディア・クリエイティブ・オーサーシップの可能性を私たちに示している "と主張している。 

## 世界記録
GISHWHESは複数のギネス世界記録を登録・更新した。 
- スカベンジャーハントの最大画像（2011）
- スカベンジャーハントの最大メディア（2012）-14,580人の参加者
- キャンペーン/Random Actの公約（2012）-93,376公約
- ハグの最大のオンライン写真アルバム（2013）-108,121抱擁
- 安全ピンの最長チェーン（2013）-長さ3,802フィート/ 1,802メートル
- フランスのメイドに扮した人々の最大の集まり（2014）-695参加者
- 装飾帽子コンテストのほとんどの人々（2014）
- フラフープを通過する最長の人間の鎖（2014）-参加者572人

### 引用
- Stein, Louisa Ellen (2013). "#Bowdown to Your New God: Misha Collins and Decentered Authorship in the Digital Age".  In Gray, Jonathan; Johnson, Derek (eds.). A Companion to Media Authorship. Hoboken, NJ: Wiley-Blackwell. pp. 403–425. doi:10.1002/9781118505526.ch21. ISBN 978-0-470-67096-5.CS1 maint: ref=harv (link)
- Stein, Louisa Ellen (2015). Millennial Fandom: Television Audiences in the Transmedia Age. Iowa City, IA: University of Iowa Press. doi:10.2307/j.ctt20p587m. ISBN 978-1-60938-356-5